# Robert Oboussier
Robert Oboussier   (Anvers, 9 de juliol de 1900 - Zúric, 9 de juny de 1957) va ser un compositor i crític musical suís.

## Biografia
Robert Oboussier va començar els seus estudis musicals a Heidelberg i Mannheim. Del 1920 al 1921 va estudiar al Conservatori de Zuric amb Volkmar Andreae i Carl Vogler, després a Berlín composició amb Philipp Jarnach i direcció amb Siegfried Ochs i Rudolf Krasselt. Del 1922 al 1930 va viure com a compositor i crític musical a Florència, Munic i París, i del 1930 al 1938 a Berlín. Les seves crítiques musicals van aparèixer a les revistes musicals franceses "Revue musicale, Ménestrel" i "Revue hebdomadaire", així com a la "Deutsche Allgemeine Zeitung" i la "Frankfurter Zeitung", en nom de les quals va donar conferències musicològiques a la Universitat de Lessing de Berlín entre 1930 i 1933. Va aparèixer per primera vegada en públic com a compositor l'any 1923 a les actuacions de música de cambra de Donaueschinger.
Des de 1939 va tornar a viure a Zuric. Aquí va supervisar el text commemoratiu del "Landi 39", va ser assessor musical de "Die Tat" durant diversos anys, i des de 1942 va ser el cap del recentment fundat "Arxiu central de música suïssa" i va esdevenir director adjunt de SUISA el 1948. Des de 1954 va ser membre de la junta de l'Associació de Músics Suïssos.
Oboussier, que va intentar amagar les seves tendències homosexuals, va ser assassinat el 9 de juny de 1957 a Zuric per un estafador de 18 anys que havia fugit del centre de detenció de menors de la fortalesa d'Aarburg. Això va provocar mesures repressives, inclosa contra l'organització homosexual "Der Kreis". Oboussier va ser enterrat al cementiri de Manegg, la tomba va ser retirada el 2001.

## Obra
Les primeres obres d'Oboussier mostren influències del romanticisme tardà. En els seus treballs instrumentals tracta la tècnica dodeca, en una fase creativa posterior combina formes barroques amb el contrapunt contemporani i l'harmonia ampliada i aconsegueix l'expressió més personal en les seves obres vocals. Les seves composicions corals basades en poemes d'Eichendorff, Hebbel, Brentano, Claudius, Rilke i Anna de Noailles, així com els arranjaments a capella de cançons antigues angleses, van rebre el major reconeixement.
Va compondre una òpera, Amphitryon (basada en la comèdia homònima de Molière), obres simfòniques, música de cambra, obres per a piano i obres vocals, incloent Antígona per a alt i orquestra. El seu llibre Les simfonies de Beethoven. Introductions (encàrrec de l'Orquestra Filharmònica de Berlín) s'ha publicat diverses vegades. La seva crònica musical de Berlín 1930–1938 va ser publicada a Zuric el 1969 per Martin Hürlimann.
La seva obra es troba a la Biblioteca Central de Zuric.